# 持田裕輔
持田 裕輔（もちだ ゆうすけ、1979年12月5日 - ）は、日本の作曲家・アレンジャー・ベーシスト・ウクレレニスト。
ベース、ウクレレを操る４弦のスペシャリストである。 

## 来歴
2007年、 VIN SEV のベーシストとしてメジャーデビューを果たし、ウクレレニストMOCCH として、ユニバーサルミュージックよりソロアーティストとしてもデビューも飾る。 その後、本格的な作家活動にシフトする。自身完全監修・模範演奏CD付のウクレレ 教則本やベースメソッド本も発行。現在では J-POP、K-POP～アニソンまで幅広い。

## ディスコグラフィー
- MOCCH
  - 「エレクトリカル・パレード」（配信リリース）※ウクレレ
  - 「HOI HOI OHANA」※ウクレレ、作曲、編曲
  - 「HUI HOU A」※ウクレレ、作曲、編曲
  - 「KEEP MOVING ON」※ウクレレ、作曲、編曲
  - 「AKATSUKI SEASIDE」※ウクレレ、作曲、編曲
  - 「KAPIOLANI BLVD」※ウクレレ、作曲、編曲

## 楽曲提供

### 編曲
- snowsheep「トンネルの向こう」
- はるのまい「この時代を生きゆく僕たち」、「花火草」

### 作曲・編曲
- snowsheep「ヒカリ」「読みかけの本」「ポラロイド」「LIFE」「I'll go there」「シエスタ」「願いを込めて」「浅い眠り」「二人のバス」
- のむけん（野村謙）「白煙番長」

## レコーディング参加
- HIMEKA「未来へ･･･」(アニメ「閃光のナイトレイド」エンディングテーマ)